# Woodstock (Lied)
Woodstock ist ein Song, der von Joni Mitchell geschrieben und bereits im Jahr 1970 in drei Versionen veröffentlicht wurde. Zuerst erschien im März 1970 die Coverversion von Crosby, Stills, Nash & Young erschien auf ihrem Album Déjà Vu, einen Monat vor Mitchells eigener Version auf ihrem Album Ladies of the Canyon. Die CSNY-Version ist die bekannteste Version. Mitchells Version war die B-Seite zu ihrer Single Big Yellow Taxi. Die dritte Version, die von der britischen Band Matthews Southern Comfort stammt, wurde die bekannteste Version in Großbritannien und war die Version, die 1970 die Spitze der britischen Single-Charts erreichte.
Der Name bezieht sich auf das Woodstock-Festival vom 15. bis 17. August 1969 und erzählt die Geschichte eines Konzertbesuchers, der sich auf die Reise zum Festival begibt. Mitchell, die wegen eines Terminkonflikts nicht selbst auf dem Festival war, wurde durch Erzählungen ihres damaligen Lebensgefährten Graham Nash inspiriert, der dort aufgetreten war. Der hymnische Song steht symbolisch für die Gegenkultur der 1960er Jahre.

## Liedtext

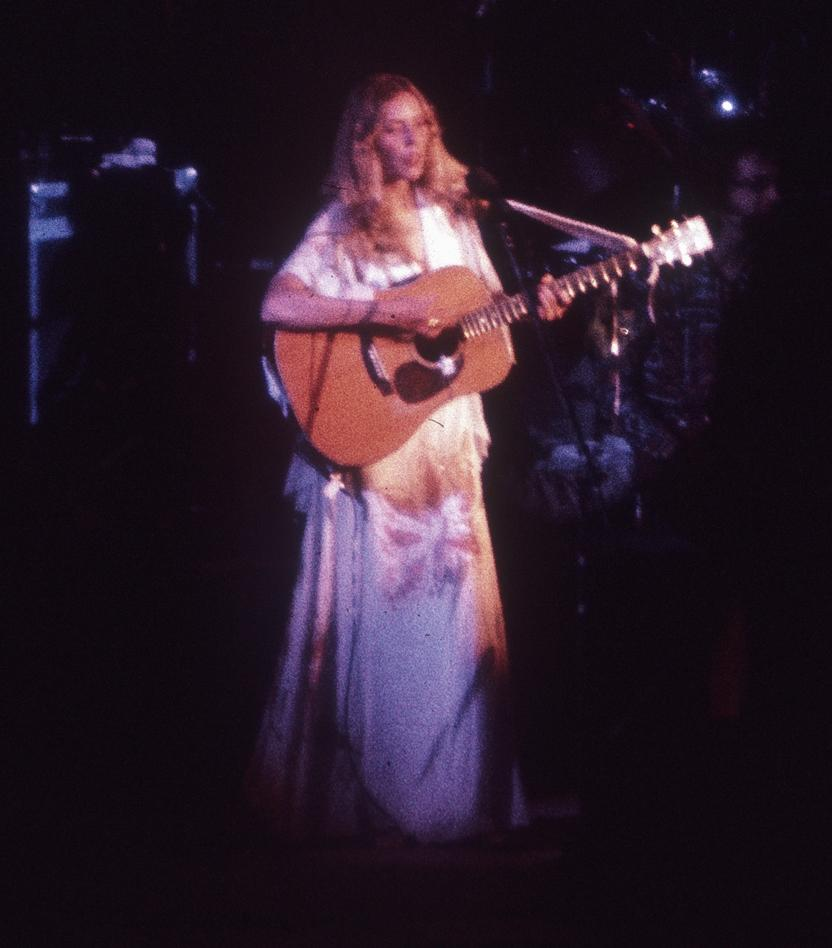
Joni Mitchell, 1974

Joni Mitchell komponierte den Song nach dem, was sie von ihrem damaligen Lebensgefährten Graham Nash über das Woodstock-Festival gehört hatte. Sie selbst war nicht dort gewesen, da ihr Manager ihr geraten hatte, stattdessen in der Dick Cavett Show aufzutreten. Sie komponierte den Song in einem Hotelzimmer in New York City, während sie die Fernsehberichte über das Festival sah. „Die Entbehrung, nicht hingehen zu können, verschaffte mir einen intensiven Blickwinkel auf Woodstock“, sagte sie einem Interviewer kurz nach dem Ereignis. David Crosby, interviewt für den Dokumentarfilm Joni Mitchell: Woman of Heart and Mind, erklärte, Mitchell habe das Gefühl und die Bedeutung des Woodstock-Festivals besser eingefangen als jeder, der tatsächlich dort gewesen war.
Der Text erzählt eine Geschichte über eine spirituelle Reise zum Festival auf der Farm von Max Yasgur und macht dabei Gebrauch von sakraler Bildsprache, indem er das Festivalgelände mit dem Garten Eden vergleicht ("and we've got to get ourselves back to the garden"). Die Saga beginnt mit der Begegnung des Erzählers mit einem Mitreisenden ("Well, I came upon a child of God, he was walking along the road") und endet mit ihrem endgültigen Ziel ("by the time we got to Woodstock, we were half a million strong"). Es gibt auch Verweise auf die schreckliche gegenseitige gesicherte Zerstörung ("mutual assured destruction") des Kalten Krieges ("bombers riding shotgun in the sky..."), die mit den friedlichen Absichten der Festivalbesucher kontrastieren ("...turning into butterflies above our nation").
Bevor der Song auf einem Album veröffentlicht wurde, spielte Mitchell den Song Woodstock im September 1969 auf dem Big Sur Folk Festival, einen Monat nach dem Woodstock-Festival. Der Soloauftritt ist im Festival-Konzertfilm Celebration at Big Sur zu sehen, der 1971 veröffentlicht wurde. Mitchell hatte noch nicht ihre Abneigung gegen große Festivalauftritte entwickelt. Auf Mitchells drittem Album Ladies of the Canyon im März 1970 veröffentlicht, diente "Woodstock" als B-Seite für die Single Big Yellow Taxi des Albums. Mitchell nahm Woodstock für ihre beiden Live-Alben Miles of Aisles und Shadows and Light neu auf. Der ursprüngliche Track war auf der Kompilation Hits von 1996 enthalten. Mitchells Originalversion zeichnete sich durch ein eindringliches Arrangement aus – ein Sologesang, mehrspurige Backing-Vocals und ein E-Piano, das von Mitchell gespielt wurde.

## Version von CSNY

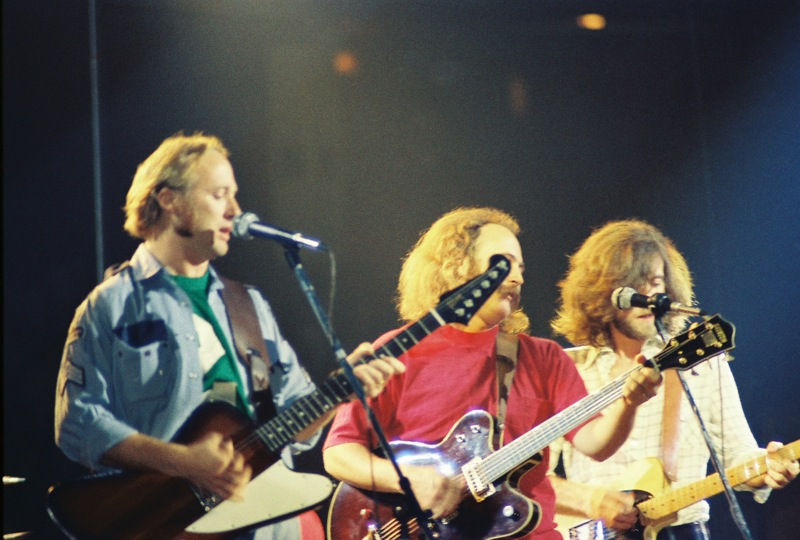
Crosby, Stills and Nash (1974)

Einen Monat vor Mitchells Ladies of the Canyon wurde die Rock-Version von Crosby, Stills, Nash & Young im März 1970 als erste Single ihres Albums Déjà Vu veröffentlicht. Diese Version beginnt mit einem Leadgitarren-Riff, das von Neil Young gespielt wird, der auch das Solo spielt. Stephen Stills singt den Leadgesang mit Backing-Harmonien von David Crosby, Graham Nash und Young. Die Version hat einen kurzen Break kurz vor dem Refrain.
Crosby, Stills, Nash & Young hatten den Song von Mitchell selbst gelernt, die zu dieser Zeit Nashs Freundin war, aber die Band nahm in ihrer Version wesentliche Klang-Änderungen vor.
Jimi Hendrix war früh in die Entwicklung des Songs involviert, und eine Aufnahme, die am 30. September 1969, ein halbes Jahr vor der Veröffentlichung des Albums, aufgenommen wurde, bei der Hendrix Bass spielte und die Gitarre overdubte, wurde 2018 auf dem Album Both Sides of the Sky veröffentlicht. Toningenieur Eddie Kramer erklärte, dass mit Jimi „... der Song wie Crosby, Stills & Hendrix klingt“.
In der endgültigen Version sang Stephen Stills eine leicht geänderte Version von Mitchells Text, die die Zeile „we are billion year old carbon“ – die nur in ihrem letzten Refrain vorkam – in den ersten drei Refrains einfügte. Dann wurde diese Zeile durch „we are caught in the devil's bargain“ im letzten Refrain ersetzt, die auch in Mitchells letztem Refrain vorkam.
Woodstock war einer der wenigen Déjà Vu-Tracks, bei denen Crosby, Stills, Nash und Young ihre Parts alle in der gleichen Session einspielten. Später wurde der ursprüngliche Leadgesang von Stephen Stills teilweise durch eine später aufgenommene Stimme von Stills ersetzt, der sich daran erinnert: „Ich ersetzte eineinhalb Strophen, die unerträglich schief waren.“ Neil Young war da anderer Meinung: „Der Track war magisch. Später dann waren [Crosby, Stills & Nash] im Studio und pingelig, [mit dem Ergebnis, dass] Stephen den Gesang löschte und durch einen anderen ersetzte, der nicht annähernd so gut war.“
Die Crosby, Stills, Nash & Young-Version von Woodstock erreichte im Mai 1970 Platz 11 der Billboard Hot 100 und Platz 3 in Kanada. Eine andere Aufnahme von Woodstock von Crosby, Stills, Nash & Young wurde unter dem Abspann des Dokumentarfilms Woodstock vom März 1970 gespielt.